# Jack English (cầu thủ bóng đá, sinh năm 1923)
Jack English (19 tháng 3 năm 1923 – 1985) là một cầu thủ bóng đá thi đấu cho Northampton Town và Gravesend and Northfleet ở vị trí tiền đạo.
Cha của ông cũng là Jack English và dẫn dắt Northampton từ năm 1931 đến năm 1935.